# Toni Kukoc
Toni Kukoč (Split, 18 de setembro de 1968) é um ex-jogador de basquete que atualmente é conselheiro especial de Jerry Reinsdorf, proprietário do Chicago Bulls. Após um período de grande sucesso no basquete europeu, ele foi uma das primeiras estrelas europeias a jogar na National Basketball Association (NBA). Ele ganhou o Prêmio do Sexto Homem do Ano da NBA em 1996.
Kukoč era conhecido por sua versatilidade e habilidade de passe; embora sua posição natural fosse Ala, ele jogou todas as cinco posições na quadra com destreza e demonstrou visão da quadra e um arremesso que raramente eram encontrados em jogadores da sua altura. Juntamente com Vassilis Spanoulis, eles são os únicos jogadores na história a ver o prêmio de MVP do Final Four da EuroLeague em três ocasiões. Ele foi eleito para o Hall da Fama da FIBA em 2017.

## Primeiros anos
Kukoč nasceu e cresceu em Split, Croácia. Seu pai era dedicado ao atletismo, tendo jogado futebol como goleiro em um clube local. 
Possuindo excelentes habilidades motoras, o jovem Toni cresceu participando de diferentes esportes, incluindo tênis de mesa e futebol. Ele se destacou especialmente no tênis de mesa quando adolescente, ganhando diferentes títulos da categoria jovem. Ele logo mudou para o basquete.

## Carreira profissional

### Europa
Kukoč começou a jogar no clube de sua cidade natal, Jugoplastika, aos 17 anos de idade. Ele alcançou um sucesso significativo durante seu tempo no clube, vencendo a EuroLeague em três temporadas consecutivas (1989-1991). Kukoč foi premiado como MVP da final da EuroLeague nas duas vezes.
Depois, ele jogou pelo Benetton Treviso e venceu a Liga Italiana em 1992 e a Copa da Itália em 1993. Ele também jogou na final da EuroLeague em 1993, vencendo novamente o prêmio de MVP. Ele foi apelidado de "a Magia Branca", "a Aranha de Split", "a Pantera Cor-de-Rosa", "o Garçom" e "a Sensação Croata". Ao longo dos anos 90, ele ganhou vários prêmios de jogador de basquete europeu do ano.

### Chicago Bulls
Apesar de ser selecionado pelo Chicago Bulls no Draft de 1990, Kukoč continuou a jogar na Europa. Ele foi jogar nos Bulls em 1993, depois da equipe ter ganho o seu primeiro tri-campeonato e Michael Jordan ter se aposentado. Embora decepcionado por não poder jogar com Jordan, Kukoč estreou na NBA em 5 de novembro de 1993.
Kukoč passou uma temporada de estreante sólida, tendo médias de 10.9 pontos, 4.0 rebotes, 3.4 assistencias e 1.1 roubos de bola.
Depois que Horace Grant saiu, Kukoč entrou na equipe titular e terminou a temporada de 1994-95 em segundo em pontos, rebotes e assistências na equipe, atrás de Pippen. Além disso, Michael Jordan retornaria aos Bulls em março, cumprindo o desejo de Kukoč de jogar ao lado dele.
Para a temporada de 1995-96, os Bulls foram reforçados pelo retorno da Jordan e pela aquisição de Dennis Rodman. Com isso, o técnico Phil Jackson achou melhor que Kukoč continuasse no banco de reservas. Ele foi o terceiro na equipe em pontuação (atrás de Jordan e Pippen) e foi recompensado por seus esforços com o prêmio de Prêmio do Sexto Homem do Ano da NBA. Ele também ajudou os Bulls a ter melhor recorde na história da liga na época com 72-10 (mais tarde superado pelos Golden State Warriors de 2015-16), além do quarto título na história da equipe.
Kukoč foi novamente o sexto homem, quando os Bulls conquistaram seu quinto e sexto títulos da NBA. Mais uma vez, ele foi o terceiro goleador da equipe.

### Fim de carreira e aposentadoria
No início de 1999, Pippen foi negociado com o Houston Rockets, efetivamente acabando com a dinastia dos Bulls. Kukoč foi um dos únicos jogadores que os Bulls mantiveram.
Durante a temporada de 1999-2000, Chicago continuou seu esquema de reconstrução e Kukoč foi negociado com o Philadelphia 76ers.
Na temporada seguinte, ele foi contratado pelo Atlanta Hawks em um acordo de grande acordo que enviou Dikembe Mutombo aos 76ers.
Depois de uma curta passagem pelos Hawks, ele foi negociado com o Milwaukee Bucks em troca de Glenn Robinson.
Em 12 de setembro de 2006, Kukoč anunciou que se aposentaria do basquete se não pudesse ser contratado pelo Milwaukee Bucks ou pelo Chicago Bulls para a temporada de 2006-07. Embora várias equipes da NBA tenham demonstrado interesse em seus serviços, Kukoč expressou o desejo de estar perto de sua residência na cidade de Highland Park, Illinois.

## Carreira na seleção

### Iugoslávia
Kukoč fazia parte da Seleção Jugoslava que conquistou a medalha de prata nos Jogos Olímpicos de Verão de 1988. Ele foi nomeado MVP do Copa do Mundo de Basquete de 1990, onde também ganhou uma medalha de ouro. Com a Iugoslávia, ele também ganhou a medalha de ouro no EuroBasket de 1989 e na EuroBasket de 1991.

### Croácia
Kukoč ganhou uma medalha de prata com a Seleção Croata nos Jogos Olímpicos de Verão de 1992. Ele também ganhou medalhas de bronze no Copa do Mundo de Basquete de 1994 e no EuroBasket de 1995.

## Vida pessoal
Kukoč e sua esposa, Renata, compraram sua casa em Highland Park, logo após chegar a Chicago, em 1993. 
Depois de passar por uma cirurgia de substituição do quadril em 2009, agora ele joga pelo menos uma partida de golfe diariamente e venceu o campeonato nacional de golfe amador da Croácia em 2011.
Seu filho, Marin, jogou no time de basquete da Highland Park High School e depois se matriculou na Universidade da Pensilvânia. Sua filha, Stela, joga vôlei.

## Estatísticas da NBA

### Temporada regular
| Ano       | Time         | PJ  | MPJ  | AP   | 3P   | LL   | RT  | AS  | BR  | TO  | PPJ  |
| --------- | ------------ | --- | ---- | ---- | ---- | ---- | --- | --- | --- | --- | ---- |
| 1993–94   | Chicago      | 75  | 24.1 | .431 | .271 | .743 | 4.0 | 3.4 | 1.1 | 0.4 | 10.9 |
| 1994–95   | Chicago      | 81  | 31.9 | .504 | .313 | .748 | 5.4 | 4.6 | 1.3 | 0.2 | 15.7 |
| 1995–96†  | Chicago      | 81  | 26.0 | .490 | .403 | .772 | 4.0 | 3.5 | 0.8 | 0.3 | 13.1 |
| 1996–97†  | Chicago      | 57  | 28.2 | .471 | .331 | .770 | 4.6 | 4.5 | 1.1 | 0.5 | 13.2 |
| 1997–98†  | Chicago      | 74  | 30.2 | .455 | .362 | .708 | 4.4 | 4.2 | 1.0 | 0.5 | 13.3 |
| 1998–99   | Chicago      | 44  | 37.6 | .420 | .285 | .740 | 7.0 | 5.3 | 1.1 | 0.3 | 18.8 |
| 1999–2000 | Chicago      | 24  | 36.2 | .381 | .231 | .761 | 5.4 | 5.2 | 1.8 | 0.8 | 18.0 |
| 1999–2000 | Philadelphia | 32  | 28.6 | .438 | .289 | .673 | 4.5 | 4.4 | 1.0 | 0.3 | 12.4 |
| 2000–01   | Philadelphia | 48  | 20.4 | .458 | .410 | .591 | 3.4 | 1.9 | 0.7 | 0.1 | 8.0  |
| 2000–01   | Atlanta      | 17  | 36.4 | .492 | .481 | .681 | 5.7 | 6.2 | 0.8 | 0.3 | 19.7 |
| 2001–02   | Atlanta      | 59  | 25.3 | .419 | .310 | .712 | 3.7 | 3.6 | 0.8 | 0.3 | 9.9  |
| 2002–03   | Milwaukee    | 63  | 27.0 | .432 | .361 | .706 | 4.2 | 3.7 | 1.3 | 0.5 | 11.6 |
| 2003–04   | Milwaukee    | 73  | 20.8 | .417 | .292 | .729 | 3.7 | 2.7 | 0.8 | 0.3 | 8.4  |
| 2004–05   | Milwaukee    | 53  | 20.7 | .410 | .362 | .721 | 3.0 | 3.0 | 0.7 | 0.2 | 5.6  |
| 2005–06   | Milwaukee    | 65  | 15.7 | .389 | .306 | .714 | 2.3 | 2.1 | 0.5 | 0.3 | 4.9  |
| Carreira  | Carreira     | 846 | 26.3 | .447 | .335 | .729 | 4.2 | 3.7 | 1.0 | 0.3 | 11.6 |

### Playoffs
| Ano      | Time         | PJ | MPJ  | AP   | 3P   | LL   | RT  | AS  | BR  | TO  | PPJ  |
| -------- | ------------ | -- | ---- | ---- | ---- | ---- | --- | --- | --- | --- | ---- |
| 1994     | Chicago      | 10 | 19.4 | .448 | .421 | .735 | 4.0 | 3.6 | 0.5 | 0.3 | 9.3  |
| 1995     | Chicago      | 10 | 37.2 | .477 | .438 | .692 | 6.8 | 5.7 | 1.0 | 0.2 | 13.8 |
| 1996†    | Chicago      | 15 | 29.3 | .391 | .191 | .838 | 4.2 | 3.9 | 0.9 | 0.3 | 10.8 |
| 1997†    | Chicago      | 19 | 22.3 | .360 | .358 | .707 | 2.8 | 2.8 | 0.7 | 0.2 | 7.9  |
| 1998†    | Chicago      | 21 | 30.3 | .486 | .377 | .645 | 3.9 | 2.9 | 1.2 | 0.5 | 13.1 |
| 2000     | Philadelphia | 10 | 25.7 | .419 | .324 | .588 | 3.1 | 1.7 | 1.0 | 0.3 | 9.3  |
| 2003     | Milwaukee    | 6  | 30.7 | .492 | .379 | .700 | 4.2 | 3.7 | 2.2 | 0.2 | 14.8 |
| 2004     | Milwaukee    | 5  | 21.0 | .500 | .333 | .500 | 2.8 | 0.8 | 0.6 | 0.4 | 8.4  |
| 2006     | Milwaukee    | 3  | 17.7 | .571 | .625 | .500 | 1.7 | 3.0 | 0.3 | 0.0 | 7.3  |
| Carreira | Carreira     | 99 | 26.9 | .440 | .342 | .697 | 3.9 | 3.2 | 1.0 | 0.3 | 10.7 |

Fonte:

## Prêmios e homenagens

### Jugoplastika
- 3× Campeão da EuroLeague (1989–1991)
- 4× Campeão do Campeonato Iuguslavo (1988–1991)
- 2× Campeão da Copa Iuguslava (1990–1991)

### Benetton Treviso
- Campeão do Campeonato Italiano (1992)
- Campeão da Copa Italiana (1993)

### Chicago Bulls
- 3× Campeão da NBA (1996–1998)

### National team

#### Yugoslavia
- EuroBasket de 1989
- Copa do Mundo de Basquete de 1990
- EuroBasket de 1991

### Individual
- 3× Esportista croata do ano: (1989–1991)
- MVP da Copa do Mundo de Basquete (1990)
- 5× Jogador Europeu do Ano (1990-1991, 1994, 1996, 1998)
- 4× Mister Europa (1990–1992, 1996)
- 3× MVP do Final Four da EuroLeague (1990, 1991, 1993)
- MVP do EuroBasket (1991)
- Os 50 Maiores Jogadores da FIBA: (1991)
- Sexto Homem da NBA (1996)
- 50 Maiores Colaboradores da EuroLeague (2008)
- Hall of Fame da FIBA (2017)